# Sabien Clement
Sabien Clement, née le 18 janvier 1978 à Courtrai (province de Flandre-Occidentale), est une illustratrice et autrice de bande dessinée et de romans graphiques belge néerlandophone.

## Biographie
Sabien Clement naît le 18 janvier 1978 à Courtrai.
Après le lycée, elle étudie le design graphique et illustratif à l'école supérieure des arts Saint-Luc d'Anvers (Sint Lucas School of Arts Antwerp).
Elle est diplômée en 2000. 
Ensuite, elle part en Pologne pour poursuivre ses études. Elle y réalise principalement du travail libre, dessine d'après modèles et parvient à développer davantage son style, quelles que soient les missions imposées. Elle reçoit sa première mission d'illustration à son retour en Belgique. Elle réalise Jij Lievert, un recueil de poèmes de Geert De Kockere, publié en 2002. Il est traduit en français sous le titre Amourons-nous publié dans la collection « Do a do. Image » aux Éditions du Rouergue en 2003. 
Elle travaille par croquis et par recherche. Elle prend d'abord le temps de réfléchir puis, comme dans un état second, elle met ses idées sur papier. Elle cherche et trouve l'inspiration en feuilletant des livres anciens et en se promenant dans les vieilles maisons. Elle veut que ses illustrations complètent l'histoire ou le poème tout en racontant une histoire qui lui est propre. Elle n'a aucun problème avec les expériences de style. Elle aime travailler avec un stylo à bille, de l'encre de Chine, de la peinture acrylique, des gravures, des pochoirs... Malgré cette diversité, son travail reste très reconnaissable.
En 2007, elle illustre avec l'illustrateur Pieter Gaudesaboos Linus écrit par Mieke Versyp qui lui vaut de recevoir le prix flamand La Chouette d'or dans la catégorie Littérature jeunesse en 2008 qu'elle partage avec Mieke Versyp. Bien que leur style de dessin soit radicalement différent, la combinaison fonctionne. Ils répètent l'exercice avec Eksternacht, ouvrage destiné aux jeunes et aux adultes. Les livres suivants de Sabien Clement remportent également régulièrement des prix. 
En 2019, elle illustre Tibou et Brindille de Ariane Sonck et Raf Walschaerts dans la collection « album » aux éditions Alice Jeunesse.
En 2021, elle dessine sur un scénario de Mieke Versyp qu'elle retrouve à l'occasion Vel, son premier roman graphique publié aux éditions Oogachtend. L'année suivante, il est traduit par Peau, aux Éditions Çà et là. Il fait partie de la sélection officielle du meilleur album de l'année au festival international de la bande dessinée d'Angoulême 2023 et il est également le favori de la rédaction du site ActuaBD. Il lui vaut d'être récipiendaire du prix Henry van de Velde dans la catégorie graphique qu'elle partage avec Mieke Versyp en 2023. La même année, elles se partagent également le prix Bédélys étranger décerné lors du Festival BD de Montréal.
Elle collabore avec des auteurs tels que Dimitri Leue, Evelien De Vlieger et Pieter Embrechts.
Ses livres sont traduits en français, italien, polonais, allemand et coréen,. En plus de ses missions en Flandre, elle travaille également pour des magazines et des éditeurs aux Pays-Bas, en France et en Suisse.
L'artiste flamande qui se réalise en littérature jeunesse, dessin, illustration, bande dessinée, ainsi qu'en adaptation théâtrale, ou dessin sur scène, varie les supports en adaptant chaque fois sa technique, sa gestuelle. Car le dessin est avant tout cela, un geste, qui implique un corps de chaque côté du crayon. Le trait devient alors un pont, qui relie ou sépare, ces corps tout à la fois sujet et objet dans le travail de la dessinatrice. Elle expose ses travaux à la Galerie Huberty & Breyne à Paris en septembre 2023.

### Vie privée
Elle vit et travaille à Gand.

## Œuvre

### Publications

#### Illustrations
- Geert de Kockere (texte), Amourons-nous[4], Rodez, Éditions du Rouergue, coll. « Do a do. Image », 2003 (ISBN 2-84156-443-6, présentation en ligne)recueil de poèmes
- Tibou et Brindille Ariane Sonck et Raf Walschaerts (texte), Alice Jeunesse, coll. « Albums », 2019  (ISBN 978-2-87426-372-9)

#### Romans graphiques
- Peau[17],[18],[19], Çà et là, Bussy-Saint-Georges, 7 octobre 2022
Scénario : Mieke Versyp - Dessin et couleurs : Sabien Clement -  (ISBN 9782369903093),Format comics. Prix René-Goscinny[10],[20] jeune scénariste 2023.

#### Expositions
- Peau[15], Galerie Huberty et Breyne, Paris du 9 au 30 septembre 2023.

## Prix et récompenses
- 2003 :  Boekenpluim (nl)[3] pour Jij lievert ;
- 2008 : 
  -  prix Chouette d'or[3] avec Mieke Versyp pour Linus ;
  -  Boekenpluim pour Linus partagé avec Pieter Gaudesaboos[1] ;
- 2013 : 
  -  Boekenpluim pour Mijn oma is van peperkoek[1] ;
  -  Lauréate Picturale Ronse[1] ;
- 2014 :  prix de la littérature de Flandre-Occidentale[1] ;
- 2023 : 
  -  prix Henry van de Velde dans la catégorie graphique avec Mieke Versyp pour Peau[10] ;
  -  prix Bédélys étranger décerné lors du Festival BD de Montréal avec Mieke Versyp pour Peau[11].

#### Interview
- (nl) « In het atelier van Sabien Clement », sur iedereenleest.be, 6 februari 2019 (consulté le 5 octobre 2023).